# Андерсен, Никлас (футболист)
Никлас Андерсен (нем. Niklas Andersen; 4 августа 1988, Франкфурт-на-Майне) — немецкий футболист, защитник.
Родился в 1988 году в семье норвежского футболиста Йорна Андерсена во Франкфурте-на-Майне, в то время как его отец играл в «Айнтрахте». Из-за частых переходов отца в другие футбольные клубы, Никлас рос в Дюссельдорфе, Гамбурге и нескольких городах в Швейцарии. Когда его отец вернулся в Германию в 2003 году в качестве главного тренера футбольного клуба «Рот-Вайсс», семья Никласа последовала за ним и обосновалась в Рурской области.

## Клубная карьера
Начал карьеру на позиции защитника в молодежных командах «Гамбурга», «Айнтрахта» и «Шальке 04». В 2005 перешёл в молодежный состав «Рот-Вайсс» Эссен. В сезоне 2007/08 дебютировал в основном составе «Рот-Вайсс», сыграв 26 матчей в Региональной лиге по ходу сезона. 
В 2008 году на правах аренды перешёл в «Вердер», подписав контракт до 30 июня 2012 года. Был лидером второй команды «Вердера», которая выступала в третьей по силе немецкой лиге. Свой единственный матч в Бундеслиге сыграл 13 мая 2009 года в матче против франкфуртского «Айнтрахта». Встреча завершилась со счётом 5:0 в пользу бременцев, а Никлас вышел на поле на 77-й минуте, заменив Франка Баумана. В 2012 году переходит в «Кемницер».
С сентября 2012 до июня 2014 года является игроком «Ваттеншайд 09» из одноимённого района города Бохум. В июле 2014 года переходит в Фельберт.

## Карьера в сборной
В период с декабря 2007 по февраль 2008 сыграл 2 матча за молодёжную сборную Германии до 20 лет.